# 毛里茨·冯·维克托林

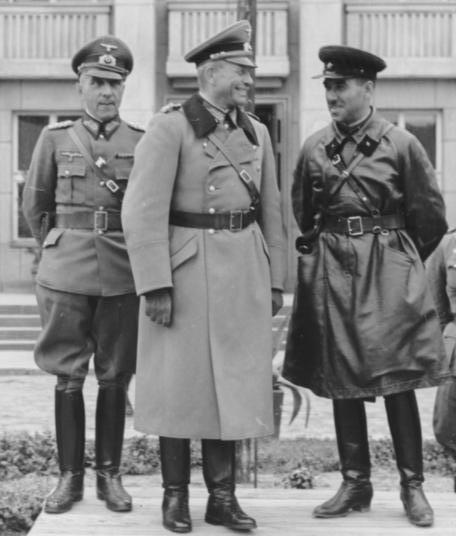
纳粹德国伙同苏俄占领波兰后，毛里茨·冯·维克托林(左)和另一名德军将领海因茨·古德里安(中)及同苏军将领谢苗·克里沃申(右)在双方为庆祝胜利举办的布列斯特-立陶夫斯克联合阅兵式上亲切合影。

毛里茨·冯·维克托林（德語： 1883年8月13日—1956年8月16日）纳粹德国国防军将领，奥地利人，曾参与第二次世界大战波兰战役克羅加提戰役、苏德布列斯特-立陶夫斯克联合阅兵，获骑士铁十字勋章，1944年7月20日密谋案被免职。